# Maxence Perrin
Maxence Perrin (* 1. April 1995) ist ein französischer Schauspieler.

## Leben
Er ist der Sohn des Schauspielers und Filmemachers Jacques Perrin und dessen Ehefrau Valentine Perrin. Neben seinem Bruder Lancelot hat er auch einen Halbbruder, Mathieu Simonet. Seinen Namen bekam er nach der Lieblingsrolle seines Vaters – die des Maxence in dem Filmmusical Die Mädchen von Rochefort aus dem Jahr 1967 mit Catherine Deneuve und Michel Piccoli. 
Perrin gab sein Schauspieldebüt 2004 im Film Die Zauberdose von Patrick Poubel. Er wirkte im selben Jahr im Film Die Kinder des Monsieur Mathieu mit, der von seinem Vater produziert wurde und bei dem sein Cousin Christophe Barratier Regie führte. Er spielte darin eine der jugendlichen Hauptrollen, Pépinot. Auch in Barratiers zweitem Film Paris, Paris – Monsieur Pigoil auf dem Weg zum Glück hatte er eine Nebenrolle inne. Anschließend trat Maxence Perrin nicht mehr vor die Kamera (Stand: April 2023).

## Filmografie
- 2004: Die Zauberdose (For intérieur)
- 2004: Die Kinder des Monsieur Mathieu (Les choristes)
- 2004: Le carnet rouge
- 2005: Petit homme (TV)
- 2008: Paris, Paris – Monsieur Pigoil auf dem Weg zum Glück (Faubourg 36)